# Linstead Magna
Linstead Magna – civil parish w Anglii, w hrabstwie Suffolk, w dystrykcie East Suffolk. Miejscowość liczy 55 mieszkańców.